# 谭恩德
谭恩德（1971年8月21日—），曾经是中国职业足球运动员，效力于广州太阳神、青岛海牛和浙江绿城等球队，现在是足球教练。

## 球员生涯
谭恩德在广州太阳神开始职业足球生涯，1996年6月2日，他在和延边现代的比赛中开场仅10秒钟就打进一球，这也是中国顶级足球联赛的最快进球纪录。1998年11月，他因被告发打假球而被球队打入冷宫，失去主力位置，不得不在2000年离开广州，加盟青岛海牛。2001年，他转会到浙江绿城，并在2003年退役。

## 教练生涯
退役后，谭恩德在浙江绿城的梯队杭州三超担任助理教练，辅佐周穗安。2007年5月18日，周穗安升任浙江绿城的主教练，谭恩德也回到浙江绿城，担任助理教练。但在2009年9月20日，周穗安被绿城解职，谭恩德也因此离任。2012年5月，谭恩德随同彭伟国一同加盟广州恒大俱乐部教练组，成为预备队助理教练。2013年5月，随着彭伟国辞去恒大预备队教练的职务，谭恩德也一同离职。